# Innviertler Monatsblattl
Das Innviertler Monatsblattl war eine oberösterreichische Zeitschrift, die zwischen 1979 und 2010 in Wernstein am Inn erschien.
Das Monatsblattl wurde als Konkurrenz zum Wochenblatt Rieder Volkszeitung gegründet. Wichtige Bestandteile des Monatsblattls waren Meldungen aus den Gemeinden des gesamten Innviertels, Hochzeitsfotos und Totenbilder, heimatkundliche und kulturelle Beiträge sowie Fotos von regionalen Landschaften, Bauwerken und Veranstaltungen, die meist vom Herausgeber selbst stammten.
Eigentümer, Verleger, Herausgeber und Chefredakteur war Eduard Wiesner (geb. 1947 in Schärding), der in Wernstein eine Druckerei/Verlag/Werbeagentur betrieb. Wiesner ließ vor allem in den Anfangsjahren und die Achtziger hindurch seine Leserschaft in „Herausgeberbriefen“ an den Mühen seines Medienprojekts teilhaben, etwa dem hohen Arbeitsaufkommen und der Konkurrenz unter anderem durch die 1985 geschaffene Wochenzeitschrift Die ganze Woche. Er war ein durchaus streitbarer Journalist, der nicht mit Seitenhieben gegen die Medienkonkurrenz sparte und mit kritischen Bemerkungen oft den Unmut von Lokalpolitikern, streng katholischen und anderen Lesern auf sich zog und im Monatsblattl darauf antwortete.
Das Monatsblattl wurde anfangs auf Zeitungspapier gedruckt, später auf Hochglanzpapier. Bis Mai 1989 erschien es monatlich und im Illustriertenformat, ab der Ausgabe Juni/Juli 1989 dann in nur noch etwa halb so großem Format und ein halbes Jahr lang (bis zur Ausgabe Dezember 1989/Jänner 1990) sogar nur noch zweimonatlich.
Ebenfalls ab Juni/Juli 1989 wurde vorübergehend (zuletzt in der Ausgabe März 1990) neben den drei Innviertler Bezirken Schärding, Ried und Braunau auch aus allen Gemeinden Grieskirchens berichtet; damals lautete der Titel Inn- und Hausruckviertler Monatsblattl. Mit der Ausgabe Jänner 2007 wurde der Titel um jeden lokalen Bezug auf Monatsblattl gekürzt.
Das Innviertler Monatsblattl erschien in den 1980er-Jahren bis zur Formatänderung mit dem Untertitel „Das einzige Familienmagazin des Innviertels in Farbe“, ab 1989 mit dem Slogan „Zum Lesen gern“.
Mit der Ausgabe Dezember 2010 stellte es sein Erscheinen ein.